# Julka Chlapcová-Djordjević
Julka Chlapcová-Djordjević též psaná Gjorgjević (1882 Stari Bečej Srbsko – 9. listopadu 1969 Ústí nad Labem) byla srbská spisovatelka, publicistka a překladatelka.

## Životopis
Julka Chlapcová-Djordjević studovala ve Slovinsku, Rakousku a v Německu. Vystudovala francouzskou internátní školu ve Vídni a roku 1906 získala doktorát, jako první doktorka v Rakousku-Uhersku. Většinu svého života strávila mimo Srbsko, v Galicii, Vídni a po roce 1918 trvale v Československu, kde se provdala za brigádního generála Zdenko Chlapce. S manželem a dvěma dcerami se po první světové válce usadili v Pardubicích a později (1922) v Praze.
Julka mluvila anglicky, německy, francouzsky, maďarsky a česky. Přeložila mnoho českých literárních děl do srbského jazyka. Byla aktivní členkou česko-jugoslávské společnosti. V Srbsku měla úzké kontakty s feministkou Ksenijou Atanasijević. Ve 30. letech byla aktivní v českém ženském hnutí. Přispívala články sociálního, kulturního, historického a literárního obsahu do českých (Ženská rada, Československo-jihoslovanská liga aj.) a srbských časopisů (Srpski književni Glasnik, Misao, Novi život, Ženski pokret aj.) V Praze I bydlela na adrese Revoluční 11. Po druhé světové válce z Prahy odešla.

## Dílo

### Spisy[4]
- Цртице из последњих година царевине Аустрије (1914–1918) – Београд: 1922
- Sudbina žene; kriza seksualne etike: dve sociološke študije – Ljubljana: Delniška tiskarna, 1930
- Једно дописивање: фрагменти романа – Београд: Geca Kon, 1932
- Osudná chvíle feministického hnutí; Sexuální reformy a rovnoprávnost muže a ženy – Praha: Nakladatelství práce Intelektu, 1933
- Студије и есеји о феминизму – Београд: Život i Rad, 1935
- Студије и есеји о феминизму 2: Феминизам у модерној књижевности – Београд, 1935
- Осећања и опажања (кратка проза) – Београд, 1935
- Z cest po domově: (Jugoslavie) – Praha: Československá grafická Unie, 1936
- Feministické úvahy; K feministické problematice; Feministické aktuality: z posledních zjevů české feministické literatury – Praha: Československá grafická Unie, 1937